# فريديريك مونكاسين
فريديريك مونكاسين (بالفرنسية: Frédéric Moncassin)‏ مواليد 26 سبتمبر 1968 في فرنسا، هو دراج فرنسي سابق في صنف سباق الدراجات على الطريق.

## سجل النتائج

### سباقات أو مراحل فاز بها
- طواف فرنسا

## روابط خارجية
- فريديريك مونكاسين على موقع أرشيف الدراجات (الإنجليزية)
- فريديريك مونكاسين على موقع إحصائيات الدراجات الإحترافية (الإنجليزية)
- فريديريك مونكاسين على موقع CycleBase (الإنجليزية)
- فريديريك مونكاسين على موقع أوليمبيديا (الإنجليزية)